# إيدسون (لاعب كرة قدم)
إيدسون (بالبرتغالية: Edson Pereira Lisboa‏) هو لاعب كرة قدم برازيلي في مركز حراسة المرمى، ولد في 24 سبتمبر 1985 في Unaí ‏ في البرازيل. لعب مع أتلتيكو باراناينسي وأتلتيكو غويانيينسي وأتلتيكو مينيرو ونادي غوياس ونادي فيلا نوفا.